# Jenny Mucchi-Wiegmann

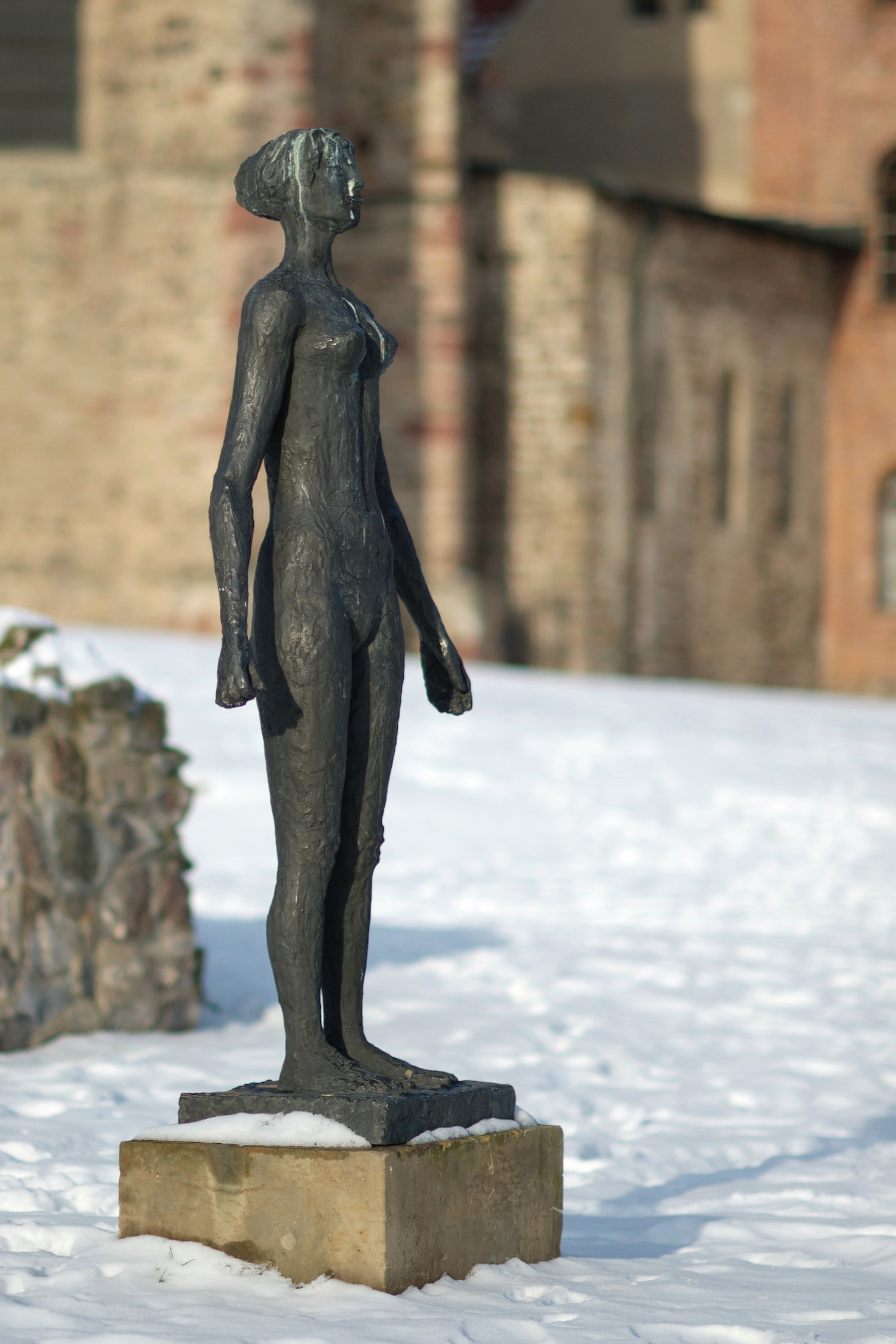
„Schwimmerin“, Bronze, 1969

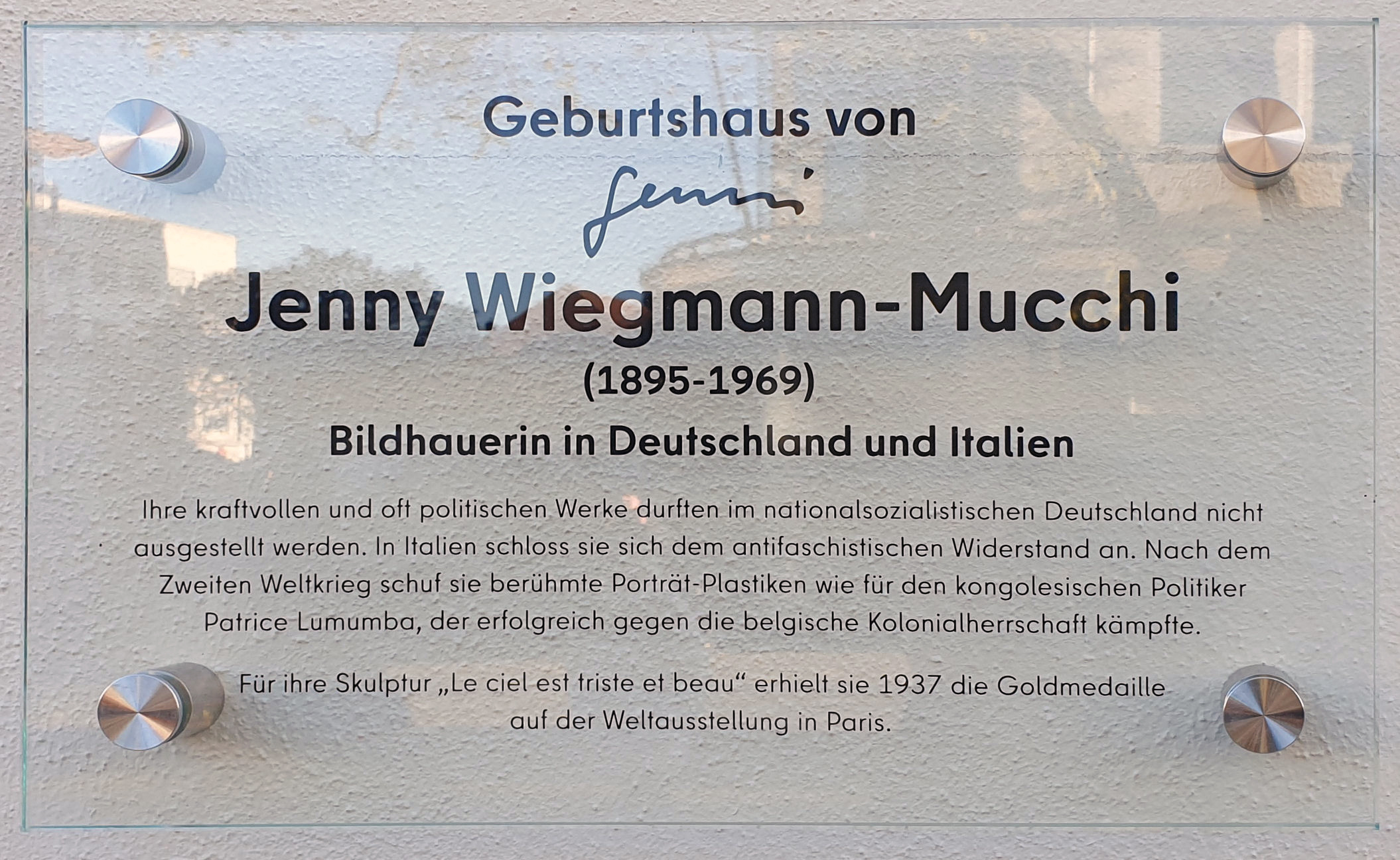
Gedenktafel an ihrem Geburtshaus in Berlin-Spandau

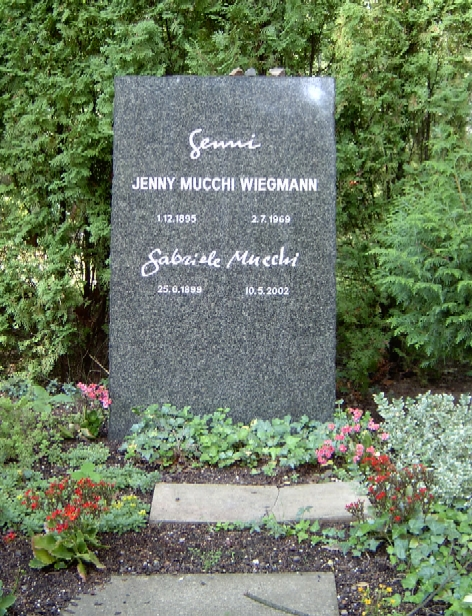
Grab von Jenny Mucchi-Wiegmann und ihrem Gatten Gabriele Mucchi

Jenny Mucchi-Wiegmann, geborene Wiegmann (auch Genni Mucchi; * 1. Dezember 1895 in Spandau; † 2. Juli 1969 in Berlin) war eine deutsche Bildhauerin.

## Leben
Jenny Wiegmann studierte zwischen 1917 und 1923 an der Levin-Funke-Schule in Berlin bei August Kraus und Lovis Corinth sowie an der Kunstschule in Berlin-Charlottenburg bei Hans Perathoner. Von 1922 bis 1931 war sie mit Berthold Müller-Oerlinghausen verheiratet, von dem sie sich scheiden ließ. Sie kehrte 1926 von Arbeiten an einer Ausstellung im Vatikan nach Berlin zurück.
Nach weiteren Reisen in Südeuropa war sie zwischen 1931 und 1933 in Paris tätig, wo sie Gabriele Mucchi kennenlernte und 1933 heiratete. Ab 1934 lebte sie mit ihrem Ehemann in Mailand. In Italien war sie in einem Kreis von Künstlern und Intellektuellen unter dem Künstlernamen Genni tätig. 1938 benannte sich die bis dato lose Künstlergruppe als „Corrente“. 1937 erhielt sie auf der Weltfachausstellung in Paris eine Goldmedaille. Zwischen 1943 und 1945 war Mucchi-Wiegmann als anerkannte Freiheitskämpferin im italienischen Widerstand gegen den Faschismus tätig, schuf aber auch weiterhin Skulpturen mit meist politischen Themen.
1950 trat sie der Künstlergruppe „Realismo“ bei. Sie wurde 1955 Dozentin für Metalltreiben an der Scuola Umanitaria in Mailand. Da Gabriele Mucchi ab 1956 einen Lehrauftrag an der Kunsthochschule in Berlin-Weißensee sowie von 1961 bis 1963 am Caspar-David-Friedrich-Institut der Universität Greifswald innehatte, lebte das Paar in Mailand und Ost-Berlin. 1962 und 1970 wurden ihre Werke in Einzelausstellungen in der Nationalgalerie der DDR in Berlin gezeigt.
Mucchi-Wiegmann gestaltete neben Aktdarstellungen unter anderem  Porträt-Büsten sowie antifaschistische Mahnmale, z. B. in Bologna.
Mucchi-Wiegmann und Mucchi sind gemeinsam in der Reihe der Künstlergräber auf dem Zentralfriedhof Friedrichsfelde beerdigt.
Ihre Bibliothek befindet sich in der Bibliothek der Akademie der Künste in Berlin.

## Ehrungen
Am 1. Dezember 2024 wurde an ihrem Geburtshaus in Berlin-Spandau, Breite Straße 20, eine Gedenktafel enthüllt.

## Werke

### Plastik (Auswahl)
- Männliches Bildnis (Terrakotta, bemalt, 45,5 × 27 × 15 cm, 1924; Berlinische Galerie)[2]
- Krankes Mädchen (Bronze, 33 × 18 × 18 cm, 1933/1978; Berlinische Galerie)[3]
- Feuer in Algerien (Statue, Bronze, 97 cm, 1958)[4]
- Frauen von Algerien (Skulpturengruppe, Bronze, 30 cm, 1959; Nationalgalerie Berlin)[5]
- Arnold Zweig (Porträtplastik, Bronze, 31 × 22 × 26,5 cm; Nationalgalerie Berlin)[5]
- Lumumba. Überführung nach Thysville (Bronze, 1961; Akademie der Künste; Replik von Siegfried Krepp seit 2013 auf dem Garnisonskirchplatz Berlin)
- Paul Dessau (Porträtplastik, Zement, 1963)[6]
- Prof. H. Schmidt (Porträtplastik, Gips, getönt, 1964)[7]
- Mann unter der Dusche (Statuette, Bronze, 1965)[8]
- Der Schrei (Halbfigur, Zement, 1967)[9]

### Malerei (Auswahl)
- Halbakt einer jungen blonden Dame (Öl auf Leinwand, 81 × 60 cm, 1930; Museum Kunst der Verlorenen Generation, Salzburg)[10]

## Ausstellungen
- 1921: Ausstellung mit Berthold Müller und Aloys Wach im Kunstsalon Fischer, Bielefeld.
- 1926: Einzelausstellung im Kunstsalon Fischer, Bielefeld
- 1927–1930: Ausstellungen in der Akademie der Künste, in der Berliner Sezession, zusammen mit Berthold Müller in den Museen Bielefeld, Kassel, Köln, Utrecht, u. a.
- 1927: Teilnahme an der internationalen Ausstellung „Malerei und Plastik“, New York
- 1929: Galerie Glotz in München
- 1932: Galerie Bonaparte, Paris
- 1934: Biennale in Venedig
- 1937: Goldmedaille auf der Weltausstellung in Paris
- 1938: Galleria Genova, Genua
- 1940: Ausstellung in der Gruppe „Corrente“
- 1949: Galleria Borgonuovo, Mailand
- 1951: Galleria Bergamini, Mailand
- 1962: Nationalgalerie, Berlin (DDR)
- 1966: Club der Kulturschaffenden in Berlin
- 1967: Museum der Stadt Greifswald
- 1968: bei Lothar Lang im Kabinett, Berlin (DDR)
- 1970: Große Gedächtnisausstellung in der Nationalgalerie, Berlin (DDR)
- 1979: Werke in der Ausstellung „Scultori di Corrente“ in Mailand
- 1980: Arbeiten in der Ausstellung „L’altre meta dell’avanguardia“ und Einzelausstellung in der Stiftung „Corrente“, Mailand
- 1983: Ausstellung des Gesamtwerkes zusammen in einer Käthe-Kollwitz-Ausstellung „Essistere come Donna“, Mailand
- 1984–1992: Verschiedene Gruppenausstellungen in Italien sowie Ost- und Westdeutschland
- 1987: „Galerie Sophienstraße 8“, Berlin (DDR)
- 1988: Kloster Unser Lieben Frauen, Magdeburg, zusammen mit Gabriele Mucchi; „Mensch – Figur – Raum. Werke deutscher Bildhauer des 20. Jahrhunderts“, Nationalgalerie, Berlin (DDR)
- 1989: Gruppenausstellung „Akzente – Menschenbilder aus vier Jahrzehnten Berliner Kunst“, Kleine Galerie Pankow, Berlin
- 1992: Galerie der Berliner Grafikpresse, Berlin, zusammen mit Gabriele Mucchi; „Scultura italiana del primo novecento“, Mesola; Jubiläumsausstellung „125 Jahre Verein der Berliner Künstlerinnen“, Berlin; Galerie Eva Poll, Berlin
- 1994: Gruppenausstellung „Intermezzo“ in der Galerie Eva Poll, Berlin
- 1996: Gruppenausstellung „Porträts und Selbstbildnisse“ in der Galerie Eva Poll, Berlin
- 2005: „Fünf Bildhauerinnen – Sintenis, Steter, Moll, Reeder, Mucchi-Wiegmann“, Georg Kolbe Museum
- 2008: „in memoriam“, Inselgalerie, Berlin
- 2011: „Fundstücke“, Galerie Poll, Berlin; Art Karlsruhe; Edwin Scharff Museum, Städtische Sammlungen Neu-Ulm; „William Wauer und der Berliner Kubismus“, Georg Kolbe Museum, Berlin; „Realismus als Methode – Sechs Berliner Bildhauer“, Galerie Poll, Berlin
- 2013: „Kunstraum Innenstadt – Skulpturensammlung der Waldsiedlung Bernau“, Bernau[11]
- 2015: „Le ciel est triste et beau“, Genni/Jenny Wiegmann-Mucchi und Gabriele Mucchi, Galerie Poll, Berlin